# Porphyrinia thasia
Porphyrinia thasia là một loài bướm đêm trong họ Noctuidae.